# In utero
Pour les articles homonymes, voir In utero (homonymie).
Les phénomènes in utero ou in utéro (du latin signifiant littéralement « dans l'utérus ») sont, en biologie, les phénomènes qui se déroulent dans l'utérus en gestation, et qui peuvent potentiellement affecter l'embryon ou le fœtus, avant la naissance (lors du développement prénatal).